# Mission Possible
Mission Possible è un film del 2018 diretto da Bret Roberts.

## Produzione
La produzione è della Movie On Pictures International Holding di Enrico Pinocci. Le riprese sono state effettuate a Monte Carlo, Roquebrune Cap-Martin, a Tolentino e nell’università di Camerino.

## Distribuzione
La distribuzione internazionale è della Movie On Pictures & Entertainment. La presentazione del film è stata al Festival di Cannes il 14 maggio del 2018. Negli Stati Uniti d'America è stato distribuito su Amazon Prime.